# The Avengers (Marvel)
The Avengers (in Nederlandstalige uitgaven eerst vertaald als De Wrekers, daarna als De Vergelders tot de Nederlandse vertalingen stopten) zijn een superheldenteam dat is samengesteld uit superhelden van Marvel Comics. De leden verschenen voor het eerst samen in de comic The Avengers nr. 1 (september 1963). Kenmerkend aan The Avengers zijn de strijdkreet Avengers Assemble (' Wrekers Verzamelen') en de bijnaam Earth’s Mightiest Heroes ('de machtigste helden op aarde').
Het team bestond oorspronkelijk uit Iron Man, Captain America, Thor, Black Widow, Hawkeye en Hulk. Deze samenstelling werd regelmatig veranderd. Andere helden die lange tijd bij de Avengers zijn geweest zijn Scarlet Witch, Vision, Falcon en Ant-Man.
De Avengers werden officieel erkend als superheldenteam door de Amerikaanse overheid en de Verenigde Naties. Veel van de stripverhalen gingen over wat het inhoudt om een supermens te zijn, plus de rol en verantwoordelijkheden van superhelden.
De Avengers zijn sinds hun eerste verschijning een essentieel onderdeel van het Marvel Universum. In 1999 verscheen er een kortlopende animatieserie getiteld The Avengers: United They Stand en in 2006 de animatiefilm Ultimate Avengers. Op 25 april 2012 verscheen de eerste bioscoopfilm van The Avengers, die ook de naam The Avengers draagt. Naar de komst van deze film werd al meerdere keren verwezen na de eindcredits in films binnen het Marvel Cinematic Universe van de afzonderlijke teamleden, zoals The Incredible Hulk (2008), Iron Man (2008), Thor (2011), en Captain America: The First Avenger (2011).

## Publicatiegeschiedenis
De Avengers maakten hun debuut in hun eigen stripserie in dezelfde maand als de X-Men. Ze werden bedacht door Stan Lee, Jack Kirby en Dick Ayers als antwoord op DC Comics’ superheldenteam Justice League. Lee en Kirby creëerden al eerder de Fantastic Four als reactie op Justice League, maar omdat Marvel toen nog niet veel populaire helden had werd de Fantastic Four een team van vier originele helden die nog in geen enkele andere strip waren verschenen. De Avengers, die twee jaar later uitkwamen, waren echt een samenstelling van de populairste superhelden van Marvel Comics op dat moment.
In tegenstelling tot andere superheldenteams in het Marvel-universum, kregen de Avengers officiële erkenning van de overheid al vanaf het begin en voor het grootste deel van hun loopbaan werd hun autoriteit wereldwijd erkend. Het hoofddoel van de Avengers was vijanden te bevechten die geen enkele superheld alleen aan zou kunnen. Om die reden bestond het team uit zeer verschillende personages, waaronder zelfs voormalige superschurken. Dit heeft echter weleens tot onenigheid binnen het team geleid.

## Geschiedenis
De Avengers ontstonden toen Loki, de Asgardiaanse god van chaos en onheil, wraak wilde nemen op zijn stiefbroer Thor. Hij gebruikte de Hulk om dit te bereiken. Om Thor naar de Hulk toe te lokken, liet Loki een valse kreet om hulp rondgaan, waar Thor op reageerde. Waar Loki echter geen rekening mee hield, was dat andere helden hier ook op af kwamen: Ant Man, Wasp en Iron Man. De vier, uiteindelijk geholpen door de Hulk, wisten Loki te verslaan, waarna Ant-Man voorstelde om voortaan gezamenlijk tegen het kwaad te vechten. Wasp bedacht vervolgens de naam “Avengers” (te lezen in Avengers Vol. 1 No. 1).
Vrijwel direct veranderde de samenstelling van het team. Ant-Man werd Giant-Man. De Hulk realiseerde dat de andere leden bang waren voor zijn onstabiele persoonlijkheid en verliet het team. In een poging de Hulk in het team te houden raakten de Avengers in een gevecht verwikkeld met Namor the Sub-Mariner, wat vervolgens leidde tot een van de grootste mijlpalen in de geschiedenis van de Avengers: de terugkeer van Captain America. Hij nam al snel de leiding over het team op zich. Hij werd zelfs tot een van de oprichters van de Avengers gerekend, in plaats van de Hulk (dit werd bekendgemaakt in Avengers Vol. 3 No. 1, 1998).
Een tweede mijlpaal in de geschiedenis van de Avengers vond plaats in Avengers No. 16 toen op Captain America na alle leden werden vervangen. En wel door Quicksilver, Scarlet Witch en Hawkeye, allemaal voormalig superschurken.
Toen schrijver Roy Thomas zich ging bezighouden met de Avenger-strips gaf hij hen hun beroemde hoofdkwartier in New York, de Avengers Mansion. Dit landhuis was aan hen gegeven door Tony Stark, samen met de trouwe butler Edwin Jarvis van de Avengers. Ook liet hij Stark een van de hoofdsponsors van de Avengers worden.
In oktober 2004, in een verhaal getiteld Avengers Disassembled werden de Avengers opgeheven nadat hun hoofdkwartier was verwoest en ze zowel de sponsoring van Stark als de autorisatie van de Verenigde Naties verloren. In november van 2004 verscheen de stripserie New Avengers. In deze strip bevrijdde de superschurk Electro enkele supercriminelen uit de S.H.I.E.L.D.-gevangenis. Spider-Woman, Daredevil en Luke Cage, die al aanwezig waren bij de gevangenis, werden geholpen door Captain America, Iron Man, Spider-Man en Sentry en samen wisten ze de opstand die in de gevangenis ontstond de kop in te drukken. Volgens Captain America had het lot hen bij elkaar had gebracht, net zoals de originele Avengers. Op Daredevil na gingen ze allen akkoord met het voorstel om de nieuwe Avengers te vormen. Daredevils plaats werd ingenomen door Wolverine. Hun nieuwe hoofdkwartier werd Stark Tower, wederom beschikbaar gesteld door Tony Stark.
Gedurende de Civil Wars viel ook deze Avengers-groep uit elkaar vanwege onenigheid over de nieuwe registratiewet voor supermensen. Momenteel zijn er twee Avengers-teams actief: de New Avengers en de Mighty Avengers. De New Avengers zijn voor een groot deel leden die in 2004 lid werden van de Avengers. De Mighty Avengers bestaan geheel uit helden die zich geregistreerd hebben.

## Andere Avengers teams
West Coast AvengersDit was een aparte groep Avengers die, zoals hun naam al aanduid, gevestigd waren aan de westkust van de Verenigde Staten (het hoofdteam zat in New York). Dit team debuteerde in 1984. Leden van dit team waren onder andere Vision, Iron Man, Moon Knight, Scarlet Witch, Mockingbird, U.S. Agent en Machine Man. Na de gebeurtenissen in Genosha werd in Avengers West Coast No. 102 een bijeenkomst georganiseerd om de toekomst van dit team te bespreken. Hierbij werd besloten om beide Avengers-teams weer samen te voegen tot één team.
Secret AvengersGedurende de Civil Wars verzamelde Captain America een groep helden die zich weigerden te registreren onder de nieuwe registratiewet voor supermensen. Deze groep bleef, hoewel ze niet geregistreerd waren, toch de misdaad bevechten. De pers noemde deze groep de Secret Avengers.
Avengers NextOok bekend als A-Next. Dit is een nieuw Avengers-team dat in een alternatieve toekomst bekend als de MC2 universum werd samengesteld.
Young AvengersEen groep tieners die allen connecties hebben met andere Avengers. Zoals Wiccan en Speed (zoons van Scarlet Witch en de originele Vision), Hawkeye (Kate Bishop) met niet alleen dezelfde codenaam als de originele Hawkeye, maar ook vergelijkbare kleding en wapens, de originele Vision, Patriot (kleinzoon van de 'zwarte' Captain America), Stature (dochter van de tweede Ant-Man) en Hulkling (zoon van Captain Marvel en prinses Annelle van de Skrulls). Zij werden voor het eerst samengebracht door Iron Lad, een jongere versie van Kang the Conqueror, die zijn oudere zelf tegen wilde houden door een team van jonge superhelden te maken.
Dark AvengersEen team van superschurken, samengesteld door Norman Osborn.

## The Ultimates
In de Ultimate Marvel-strips bestaan de Avengers ook, maar daar worden ze de Ultimates genoemd. Ze werden gevormd door de Ultimate Marvel-versie van Nick Fury om Amerika te beschermen.

## In andere media

### Televisie
De Avengers hadden geregeld gastoptredens in de “Marvel Superhero Show” animatieseries. Ook hadden ze gastoptredens in de Spider-Man animatieserie uit 1980 en de Fantastic Four animatieserie uit 1994.
In 1999 verscheen de dertien afleveringen tellende animatieserie The Avengers: United They Stand. In deze serie bestond het team uit Wasp, Wonder Man, Tigra, Hawkeye en Scarlet Witch, onder leiding van Ant-Man. Later werden ook The Falcon en Vision toegevoegd. Vreemd genoeg verschenen de bekendste Avengers niet tot nauwelijks in de serie. Captain America had slechts een gastoptreden in aflevering 6, Iron Man in aflevering 8 en Thor zelfs helemaal niet.
In 2010 verscheen een tweede animatieserie: The Avengers: Earth's Mightiest Heroes. Deze telt 52 afleveringen.
In 2013 verscheen naar aanleiding van het succes van de live-action film een derde animatieserie genaamd Avengers Assemble.
In 2014 maakte Marvel in samenwerking met het Japanse Toei Animation de animeserie Marvel Disk Wars: The Avengers. Deze telt 51 afleveringen.

### Animatiefilm
Marvel bracht twee keer een direct-op-video animatiefilm over de Avengers uit: Ultimate Avengers en Ultimate Avengers 2: Rise of the Black Panther. Beide waren gebaseerd op de Ultimate Marvel versie van de Avengers.

### Marvel Cinematic Universe
De Avengers maken deel uit van het Marvel Cinematic Universe.
In augustus 2006 werd bekendgemaakt dat de Avengers op de lijst van geplande Marvelfilms stonden. Later werd bekendgemaakt dat Zak Penn, schrijver van het script van X-Men: The Last Stand, het script voor de Avengersfilm zou schrijven, samen met stripauteur Joss Whedon.
Net als bij de strips besloot Marvel om ook bij de Avengersfilm de individuele personages eerst los van elkaar te introduceren via hun eigen films, alvorens ze samen te brengen in één film. Zodoende verschenen achtereenvolgens de films Iron Man (2008), The Incredible Hulk (2008), Iron Man 2 (2010), Thor (2011) en Captain America: The First Avenger (2011). In 2012 kwamen al deze personages samen in de film The Avengers. Later keerden ze terug in de vervolgfilms Avengers: Age of Ultron (2015), Avengers: Infinity War (2018) en Avengers: Endgame (2019). De laatste twee films verbroken diverse records. De vier Avengers films brachten gezamenlijk wereldwijd ruim 7 miljard Amerikaanse dollar op, en staan daarmee op de vierde plaats in de lijst van succesvolste filmreeksen.
Tevens verschenen de Avengers in de films Ant-Man (2015), Captain America: Civil War (2016), Spider-Man: Homecoming (2017) en Captain Marvel (2019). 
Na de gebeurtenissen in "Endgame" vielen de Avengers uit elkaar. Wel keerden individuele leden terug in eigen films. Vanaf 2021 zijn er daarnaast op Disney+ exclusieve series beschikbaar die gaan over diverse aan de Avengers gerelateerde personages. Er zijn nog twee Avengers films aangekondigd, waarin het team weer bij elkaar komt, te weten Avengers: Doomsday (2026) en Avengers: Secret Wars (2027).